# مايكل شو
مايكل شو (بالإنجليزية: Michael Shaw, Baron Shaw of Northstead)‏ (و. 1920  م) هو سياسي بريطاني، ولد في ليدز، هو عضوٌ حزب المحافظين.

## مناصب
تولى منصب عضو مجلس اللوردات ‏ (30 سبتمبر 1994–31 مارس 2015)
- عضو البرلمان الخمسون للمملكة المتحدة  [لغات أخرى]‏ (11 يونيو 1987–16 مارس 1992)[10]
- عضو البرلمان التاسع والأربعون للمملكة المتحدة  [لغات أخرى]‏ (9 يونيو 1983–18 مايو 1987)[10]
- عضو البرلمان الثامن والأربعون للمملكة المتحدة  [لغات أخرى]‏ (3 مايو 1979–13 مايو 1983)[10]
- عضو البرلمان السابع والأربعون للمملكة المتحدة  [لغات أخرى]‏ (10 أكتوبر 1974–7 أبريل 1979)[10]
- عضو البرلمان السادس والأربعون للمملكة المتحدة  [لغات أخرى]‏ (28 فبراير 1974–20 سبتمبر 1974)[10]
- عضو البرلمان الخامس والأربعون للمملكة المتحدة  [لغات أخرى]‏ (18 يونيو 1970–8 فبراير 1974)[10]
- عضو البرلمان الرابع والأربعون للمملكة المتحدة ‏ (31 مارس 1966–29 مايو 1970)[10]
- عضو البرلمان الثاني والأربعون للمملكة المتحدة ‏ (17 مارس 1960–25 سبتمبر 1964)[10]
- عضو البرلمان الأوروبي

## التعليم
تعلم في مدرسة سيدبيرج ‏

## جوائز
حصل على جوائز منها:

لقب فارس (12 يونيو 1982)